# 殺人サイボーグ リタリエーター
『殺人サイボーグ リタリエーター』（さつじんサイボーグ リタリエーター）は、1987年に公開されたアメリカ合衆国の映画。

## 概要
1980年代のSF映画ブームにあやかって制作されたZ級映画である。
1984年にSFアクション映画の『ターミネーター』が公開され、その映画が大ヒットを記録して以来、1980年代は『ターミネーター』の類似作品と思わしき映画が数多く作成された。その中には『ロボコップ』などの成功した映画もあるが、やはり粗悪で小粒なZ級映画やB級映画が数を占めた。この映画も、その成功しなかった作品の一つである。子役時代のポール・ウォーカーが出演しているところも見所の1つである。

## キャスト
※括弧内は日本語吹替（初放送：1992年2月8日 フジテレビ 『ゴールデン洋画劇場』、ソフト未収録）
- エリック・マシューズ - ロバート・ギンティ（荒川太朗）
- サミーラ - サンダール・バーグマン（藤生聖子）
- ドノヴァン - ピーター・ブロミロー（小林修）
- ブロック - ジェームズ・ブース（有川博）
- カールソン - ポール・ケント（吉水慶）
- ブレイク - アレックス・コートニー（寺島幹夫）
- シャロン・マシューズ - ルイーズ・ケア・クラーク（鈴鹿千春）
- ジェイソン・マシューズ - ポール・ウォーカー（増田裕生）
- マイク - ジョージ・フィッシャー（藤本譲）
- ハシム - アーノン・ザドック（金尾哲夫）